# Lenin Tamayo
Lenin Tamayo (Lima, 2000) es un cantautor peruano, considerado el creador del Q‑Pop (o también llamado Quechua Pop), un género que fusiona el K-pop con música andina y letras en el idioma quechua.

## Biografía
Nacido en Lima, hijo de la cantante andina Yolanda Pinares, Tamayo creció oyendo música folklórica quechua. Durante su adolescencia descubrió el K-Pop, género en el que se refugió tras ser víctima de bullying.
En 2022 se volvió viral en TikTok con un video que alcanzó más de 4.4 millones de "me gusta", donde interpretó una canción en quechua con coreografía K-Pop. Así nació el término «Q-Pop». 

### Carrera musical
Su primer álbum, Amaru (2023), publicado en formato digital, aborda temáticas como la identidad indígena y la protesta social en Perú. La producción fue ambientada con sonidos de zampoña, charango, pututos, chajchas y lluvia. Las grabaciones de los videoclips fueron realizadas en Cusco.
En 2024 en su primer tour asiático, agotó entradas en Corea del Sur, India, Tailandia y Vietnam. Presentó dos conciertos en la Ópera de Hanói con más de 500 asistentes. En 2025 Lenin anunció la firma de su contrato con Hybe Corporation, sello discográfico de BTS. 

## Premios y reconocimientos
En 2024 fue incluido por la revista Time en su prestigiosa lista de los Next Generation Leaders, que destaca a jóvenes líderes que están transformando el mundo desde distintos ámbitos. Ese mismo año, fue reconocido por la revista Rolling Stone como artista visionario del Q-Pop, en mérito a su innovadora propuesta musical que combina el idioma quechua con el estilo del pop surcoreano.
Fue reconocido como uno de los 30 jóvenes más influyes de Latinoamérica en la lista 30 Under 30 de la Revista Forbes a nivel regional. Para esta lista se ha tenido en cuenta la postulación de 150 jóvenes  de países como México, Chile, Colombia, Guatemala, El Salvador, Panamá, Honduras, Nicaragua y República Dominicana que participan en campos como los negocios, la cultura y la innovación.